# Nacionalismo bávaro

Uma das duas bandeiras da Baviera.

O nacionalismo bávaro é um ponto de vista que afirma que os bávaros são uma nação e promove a unidade cultural dos bávaros. Tem sido um fenômeno forte desde a incorporação da Baviera no estado da Alemanha em 1871.  Os nacionalistas da Baviera consideram controversos os termos que a Baviera entrou na Alemanha em 1871 e alegaram que o governo alemão há muito tempo se intromete na autonomia desejada da Baviera, e foram feitos pedidos pela independência da Baviera.  Após a derrota da Alemanha na Primeira Guerra Mundial, o nacionalismo bávaro cresceu em força, tornando-se popular entre os movimentos políticos revolucionários e reacionários. Após o colapso da Áustria-Hungria após a Primeira Guerra Mundial, foram feitas propostas para a Áustria ingressar na Baviera. Nessa época, o governo da Baviera mantinha um interesse particular em incorporar as regiões do Tirol do Norte e da Alta Áustria na Baviera. Este foi um problema sério após a Primeira Guerra Mundial, com um número significativo de tiroleses do norte da Áustria declarando sua intenção de fazer com que o Tirol do Norte se juntasse à Baviera.

## História
As origens da ascensão do nacionalismo bávaro como um forte movimento político estiveram na Guerra Austro-Prussiana e suas consequências. A Baviera estava política e culturalmente mais próxima da Áustria católica do que a Prússia protestante, e os bávaros compartilhavam com os austríacos um desprezo comum pelos prussianos, levando a Baviera a se aliar à Áustria na guerra.  A Áustria, juntamente com a Baviera e seus outros aliados, foram derrotados pela Prússia e seus aliados.  Como resultado, a Baviera pagou uma grande indenização à Prússia e ingressou no Império Alemão, fundado na Prússia, em 1871.  Após a unificação com a Alemanha em 1871, os nacionalistas bávaros se opuseram firmemente ao domínio prussiano do estado alemão e recusaram uma maior integração ao Império Alemão.

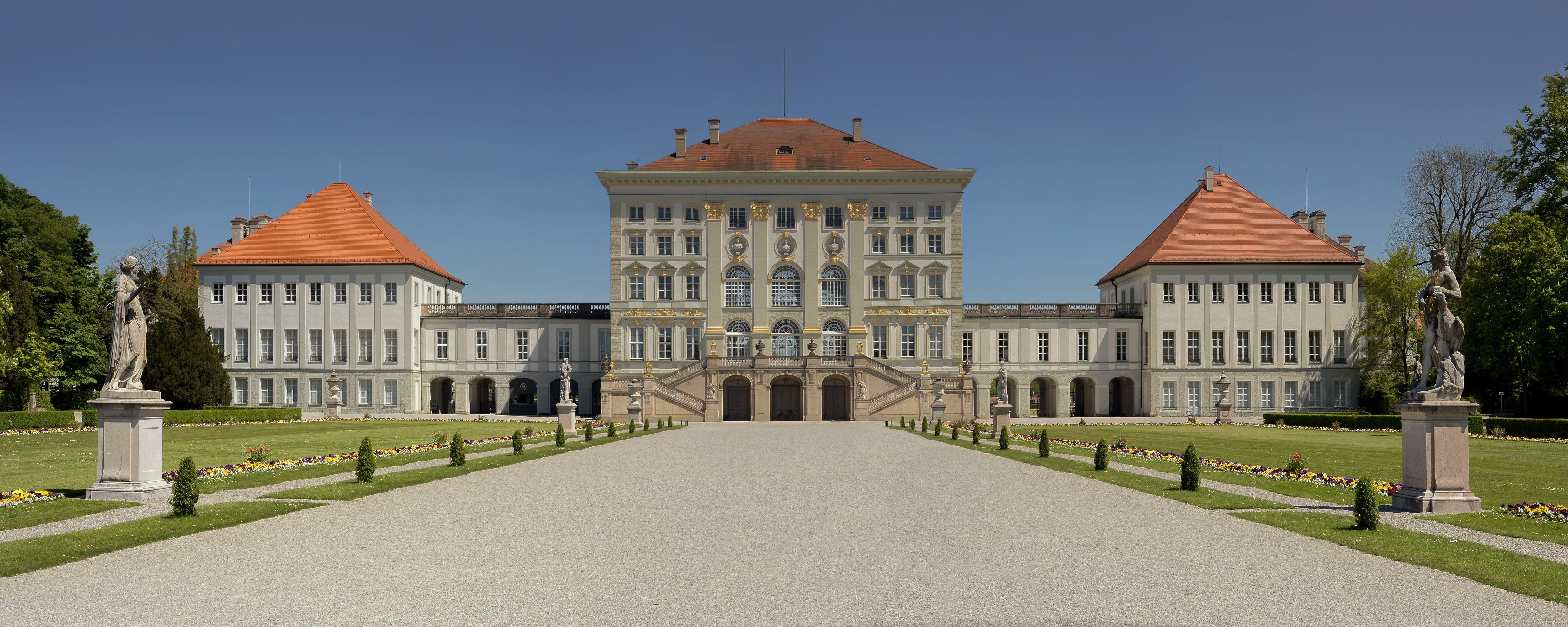
Palácio de Nymphenburg em Munique, um dos principais palácios dos governantes históricos da Baviera

Com a derrota da Alemanha na Primeira Guerra Mundial, a revolução se espalhou por toda a Alemanha, incluindo a Baviera, com a monarquia da Baviera sendo derrubada e a proclamação da Baviera como um estado comunista independente ( República Soviética da Baviera ). Após o colapso da República Soviética, o nacionalismo bávaro - associado às tendências anti-prussiana e anti-semita - tornou-se popular entre os movimentos radicais e reacionários.
Após o colapso da Áustria-Hungria, foram feitas propostas de adesão da Áustria à Baviera. O governo da Baviera tinha interesse particular em incorporar as regiões do Tirol do Norte e da Alta Áustria na Baviera. Tais propostas foram recebidas com interesse por um número significativo de tiroleses do norte que desejavam ingressar na Baviera. As ações do governo da Baviera levaram o governo alemão a responder, propondo o Anschluss da Áustria na Alemanha.

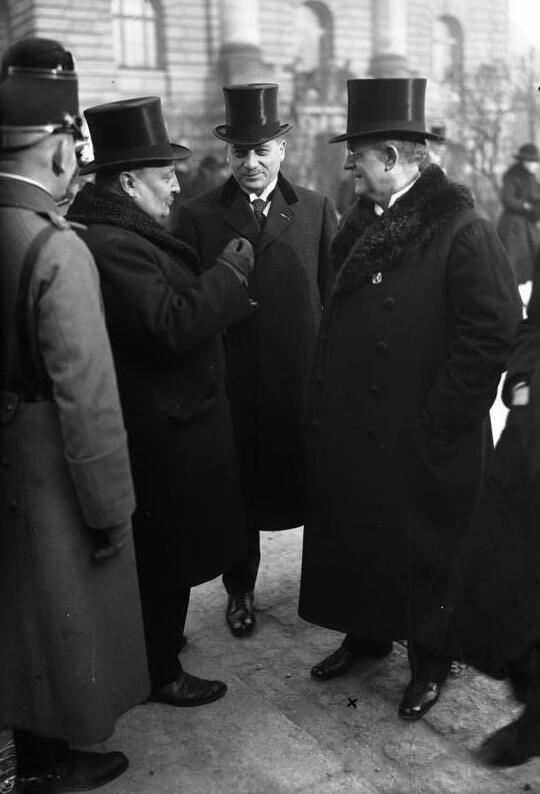
Heinrich Held (à direita), Ministro-Presidente da Baviera (1924–1933) e líder do Partido Popular da Baviera, que tinha tendências nacionalistas e monarquistas da Baviera

Em 1923, os monarquistas bávaros do ministro-presidente Gustav Ritter von Kahr e seu Partido Popular da Baviera tentaram tomar o controle do governo bávaro e declarar a Baviera independente da Alemanha e restaurar a monarquia bávara. Essa tentativa de golpe separatista bávaro foi frustrada pelas ações do então pequeno partido nazista que antecipou o golpe planejado e tentou dominar o governo da Baviera no que ficou conhecido como Beerhall Putsch.  Os nacionalistas da Baviera e o Partido Nazista competiram por uma base de apoio; no entanto, mesmo nas eleições de 1932, quando o Partido Nazista obteve uma grande vitória, os nazistas não conseguiram superar o Partido Popular da Baviera Católica no sul da Baviera, transportando apenas as áreas protestantes do norte da Baviera.
Após a aquisição nazista na Alemanha, o novo governo alegou a existência de várias conspirações separatistas da Baviera e usou essas alegações para suprimir a oposição da Baviera, inclusive derrubando o governo da Baviera. Inicialmente, muitos bávaros apoiavam o esforço de guerra da Alemanha na Segunda Guerra Mundial, porque isso havia sido retratado como uma campanha anticomunista; no entanto, o apoio bávaro à guerra declinou rapidamente à medida que o fim da guerra se aproximava.  O nacionalismo bávaro ressurgiu na última parte da guerra e os nacionalistas bávaros buscaram apoio aliado para a criação de uma Baviera independente.  No final, uma grande autonomia da Baviera foi aceita dentro de uma Alemanha federal.
Durante a década de 1950, o Partido Separatista da Baviera foi um participante importante na política estadual da Baviera, votando de 5% a mais de 20% nas eleições estaduais e federais. O Partido da Baviera fez parte da coalizão governante do estado sob Wilhelm Hoegner de 1954 a 1957, junto com os social-democratas e o Partido Democrata Livre. A participação eleitoral do partido caiu significativamente nas décadas seguintes. Em 2013, o Partido da Baviera obteve 2,1% do total de votos nas eleições estaduais.
Em uma pesquisa de 2017 realizada pelo YouGov, mais de 32% ou um terço dos bávaros apoiaram a ideia de independência.